# Daphnis bipartita
Daphnis bipartita är en fjärilsart som beskrevs av Gehlen. 1934. Daphnis bipartita ingår i släktet Daphnis och familjen svärmare. Inga underarter finns listade i Catalogue of Life.